# جون بالدوين (متزلج فني)
جون بالدوين (بالإنجليزية: John Baldwin)‏ هو متزلج فني أمريكي، ولد في 18 أكتوبر 1973 في دالاس في الولايات المتحدة.

## وصلات خارجية
- جون بالدوين على موقع الاتحاد الدولي للتزلج (الإنجليزية)
- جون بالدوين على موقع أوليمبيديا (الإنجليزية)